# Ronding (schaatsen)
De ronding is de cirkelboog die, over de lengte, in een schaats geslepen wordt om een optimale glijdruk te verkrijgen. Dat de schaats door deze ronding beter stuurbaar wordt, is bijkomstig.
Het rechtuit glijden van een schaats met optimale ronding vraagt minimale energie. Bij iedere andere ronding zal dit, onder verder gelijke omstandigheden, meer energie kosten. Voor langebaanschaatsen moet hierbij gedacht worden aan een cirkelboog met een radius tussen 19 en 30 meter, afhankelijk van het gewicht van de schaatser, de dikte van de schaats en de ijsconditie.
Doordat een schaats in een ronding geslepen is, gaat deze bij een schuine stand in de bocht een zelfgekozen cirkelboog volgen. Dit zal meestal niet de bocht zijn die de schaatser werkelijk wil maken. Om de zelfgekozen cirkelboog te verkleinen wordt de schaats een beetje met de bocht mee gebogen. Hierdoor blijven de glijeigenschappen op het rechte eind bij een loodrechte stand van de schaats nagenoeg gelijk, terwijl de straal van de bocht toch kleiner wordt. In schaatsjargon wordt gesteld dat "de schaatser druk kan houden in de bocht".
Het buigen is precisiewerk, waarvoor speciaal gereedschap en meetapparatuur nodig zijn.
De cirkelboog die een schaats gaat volgen is gelijk aan de loodrechte projectie van zijn werkelijke ronding op het ijs.
{\displaystyle R=r/cosB}
- R is de Radius van de cirkelboog
- r is de ronding van de schaats
- B is de binnenhoek die de schaats in de bocht maakt met het ijs

## Ter illustratie twee uitersten
1. Vlak geslepen schaats. Straal van de cirkelboog nadert oneindig.
  - Deze zal, op vlak ijs, over de hele lengte contact met het ijs maken en daardoor veel glijweerstand ondervinden. Ook vormt deze schaats snel een brug op ijsdelen met een lichte holling, waardoor de achterkant en de punt in het ijs gaan snijden en de schaats afremt.
2. Erg rond geslepen schaats. Straal van de cirkelboog 2 meter. 
  - Deze zal, door het kleine contactvlak, te diep in het ijs snijden en daardoor veel glijweerstand veroorzaken.